# Paiațe (film din 1948)
Paiațe (titlul original: în italiană Pagliacci - Amore tragico) este un film de operă italian, realizat în 1948 de regizorul Mario Costa, după opera omonimă a compozitorului Ruggero Leoncavallo, protagoniști fiind actorii Tito Gobbi, Gina Lollobrigida și Afro Poli. 

## Rezumat
Filmul povestește tragedia lui Canio, clovnul principal (pagliaccio în italiană), într-o trupă de commedia dell'arte, soția sa Nedda și iubitul ei, Silvio. Când Nedda respinge avansurile lui Tonio, un alt membru din trupă, el îi povestește lui Canio despre trădarea lui Nedda. Într-o furie geloasă, Canio îi ucide atât pe Silvio cât și pe Nedda.

## Distribuție
- Tito Gobbi – Tonio, cocoșatul, maestru al trupei / Silvio (bariton)
- Gina Lollobrigida – Nedda, soția lui Canio (Onelia Fineschi voce cântată)
- Afro Poli – Canio (Galliano Masini (voce cântată))
- Filippo Morucci – Beppe, arlechinul trupei (Gino Sinimberghi voce cântată)

## Trivia
Singurul actor din distribuție care a jucat și cântat singur rolul a fost celebrul bariton italian, Tito Gobbi. Filmul este în mare parte foarte fidel libretului, prezentând aproape complet opera.
Interpretează orchestra ș corul teatrului Teatro dell'Opera di Roma dirijat de Giuseppe Morelli.